# Gianluca Morozzi
Gianluca Morozzi (Bologna, 11 marzo 1971) è uno scrittore, fumettista, musicista e conduttore radiofonico italiano.

## Biografia
Dopo gli esordi con la piccola casa editrice ravennate Fernandel, ha raggiunto il grande pubblico grazie al romanzo Blackout, un thriller "claustrofobico" interamente ambientato all'interno di un ascensore. Blackout è stato tradotto in Spagna, Stati Uniti, Inghilterra e Germania (col titolo internazionale di Panik) ed è diventato un film per la regia di Rigoberto Castañeda.
Nella sua produzione sono frequenti i riferimenti alle esperienze personali e alla città di Bologna, vicende inerenti alla fede calcistica per il Bologna FC e la musica.
Il successivo romanzo L’era del porco è stato finalista al Premio Viadana 2006.
Cicatrici è stato finalista al premio Scerbanenco 2010. Dal 2010 è insegnante di scrittura creativa. Ha tenuto laboratori e workshop lavorando per Canto31, Bottega Finzioni, Scuola Comics, Urban Fabrica.
Oltre ai romanzi pubblicati, ha all'attivo numerosi racconti, inseriti in diverse antologie, su riviste e siti internet. 
Ha curato il romanzo collettivo Byron a pezzi (Fernandel), molte antologie e ha diretto diverse collane, tra le quali "I libri di Belasco" per l’editore Eumeswil, "Pendragon gLam" con Alessandro Berselli per Pendragon, e dal 2020 dirige la collana Black-Out per Booktribu.
Carmine Brancaccio, scrittore e poeta, gli ha dedicato il libro L’era del Moroz. Viaggio nella vita e nella scrittura di Gianluca Morozzi.
Come musicista ha partecipato al disco-tributo a Vasco Rossi Deviazioni (uscito in allegato al Mucchio Extra) con il brano Brava inciso insieme ad Andrea Parodi, all’album degli Avvoltoi L’altro dio; all’album di Enrico Brizzi & Yu Guerra La vita quotidiana ai tempi di Silvio; alla compilation Il natale non è reale. Ha suonato nei Mesmero, nei Lookout Mama e negli Street Legal. Ha partecipato a uno spettacolo musicato e narrato sulla storia del rock con Moreno Spirogi e Dandy Bestia.
Con Paolo Alberti ha scritto un testo per il disco di Dandy Bestia Giano.
Ha condotto con Moreno Spirogi la trasmissione radiofonica L’era del Moroz per Radio Città Fujiko.
Ha interpretato piccole parti nel cortometraggio di Fiorenza Renda e Marzio Casa Liscio come l’amore e nel film di Michele Governa ed Emilio Marrese Il cielo capovolto.

## Adattamenti
Dal penultimo capitolo di Luglio, agosto, settembre nero è stato tratto l’atto unico teatrale di Emilio Toscana Nove minuti alla fine del mondo.
Le avventure di zio Savoldi è diventato uno spettacolo teatrale a opera di Umberto Fiorelli.
Il grande Lando è diventato uno spettacolo teatrale per la regia di Maria Genovese.
L’era del porco è diventato uno spettacolo teatrale a opera di Daniele Paletta. Da un capitolo de L’era del porco è stato tratto il cortometraggio di Luca De Giovanni Bianco Natale. Un altro capitolo de L’era del porco appare nel cd Spartiti, testimonianza dello spettacolo omonimo di Max Collini e Jukka Reverberi.

## Riconoscimenti
- Pandemonio ha vinto il premio Micheluzzi nel 2007 come miglior romanzo grafico dell’anno.
- Nato per rincorrere ha vinto il Premio Writers 2011 di Casa Sanremo.
- Bob Dylan spiegato a una fan di Madonna e dei Queen ha ricevuto la Menzione Speciale al Premio Nabokov 2022.[11]
- L'abisso ha ricevuto la Menzione Speciale "Diabolik - Oltre il genere" al Premio letterario del Giallo, Thriller e Noir del Garfagnana in Giallo Barga Noir Festival 2022.[12]

## Romanzi
- 2001 - Despero, Fernandel (nuova edizione: 2007 - Guanda)
- 2003 - Dieci cose che ho fatto ma non posso credere di aver fatto, però le ho fatte, Fernandel
- 2004 - Accecati dalla luce, Fernandel
- 2004 - Blackout, Guanda
- 2005 - L'era del porco, Guanda
- 2007 - L'abisso, Fernandel (nuova edizione: 2023 - Fernandel)
- 2009 - Colui che gli dei vogliono distruggere, Guanda
- 2010 - Cicatrici, Guanda.
- 2011 - Chi non muore, Guanda
- 2014 - Radiomorte, Guanda
- 2015 - Lo specchio nero, Guanda
- 2015 - Anche il fuoco ha paura di me, Fernandel
- 2016 - L'uomo liscio, Pendragon
- 2016 - Confessioni di un povero imbecille, Fernandel
- 2017 - Onda sonica di tragicomiche disavventure, Skira
- 2018 - Gli annientatori, TEA
- 2018 - L'ape regina, Fernandel
- 2018 - L'uomo liquido, Pendragon
- 2019 - Dracula ed io, TEA
- 2019 - Bologna in fiamme, Battaglia Edizioni
- 2019 - Tecla tre volte, Fernandel
- 2020 -  Andromeda, Perrone Editore
- 2021 -  Prisma, TEA, ISBN 978-88-502-5848-2.
- 2021 - In Utero, Cut-Up
- 2022 - Leviatan nell’alto dei cieli, BookTribu
- 2022 - Il libraio innamorato, Fernandel
- 2023 - La morte a colori, Fernandel
- 2024 - Che fine ha fatto la Neve?, TEA
- 2024 - A Bologna con Andrea Pazienza, Perrone editore

## Romanzi a quattro mani
- 2006 - Le avventure di zio Savoldi con Paolo Alberti Fernandel.
- 2011 - Serena variabile, con Elisa Genghini, Castelvecchi; Lit, 2014; Clown Bianco, 2022
- 2012 - Lo scrittore deve morire con Heman Zed, Guanda.
- 2019 - L'ultima notte del carnevale estivo, con Paolo Alberti, Bacchilega edizioni - collana Zero

## Romanzi a sei mani
- 2020 - Tre uomini in branda, con Alessandro Berselli e Danilo Masotti, Pendragon

## Raccolte di racconti
- 2002 - Luglio, agosto, settembre nero (racconti), Fernandel.
- 2011 - Spargere il sale (racconti), Fernandel
- 2013 - Niente fiori per gli scrittori (racconti), Fernandel
- 2015 - L'amore ai tempi del telefono fisso, Fernandel
- 2015 - Storie da una terra scorticata, Ass. Culturale Il Foglio (riedizione ampliata nel 2018)
- 2020 - Cadiamo come mosche, Alter Erebus
- 2023 - Morozzicum, BookTribu

## Saggi
- 2006 - L'Emilia o la dura legge della musica, Guanda; 2018, TEA
- 2009 - Il rosso e il blu, Castelvecchi
- 2010 - Nato per rincorrere. Bruce Springsteen, la vita, il rock, l'amore e nient'altro, Castelvecchi
- 2011 - Bob Dylan spiegato a una fan di Madonna e dei Queen, Castelvecchi; 2021, BookTribu
- 2012 - Forza Bologna! Una vita in rosso e blu, Perrone
- 2013 - L'età dell'oro, Italica; 2018, Red Press
- 2025 - Nel dubbio, scrivi, Mondadori Electa

## Saggi a quattro mani
- 2007 - Le radici e le ali, con Lerry Arabia, Fernandel
- 2017 - Manuale di scrittura, con Raoul Melotto, Odoya
- 2017 - Skiantos, con Lerry Arabia, Goodfellas
- 2018 - E invece sì, con Caterina Falconi, Lisciani

## Romanzi per ragazzi
- 2013 - Marlene in the sky, Gallucci
- 2021 - Ultranoidi: Starhammer Il Distruttore, Gallucci
- 2021 - Ultranoidi 2: Quadrophenia Girl, Gallucci 2021
- 2021 - Ultranoidi 3: L’impero dello Psicozar, Gallucci 2021

## Romanzi brevi
- 2011 - Elogio di Federica la mano amica, Pironti
- 2012 - L'uomo fuco, Felici Editore
- 2013 - Il grande Lando, Barbèra
- 2013 - Mortimer blues, Ass. Culturale Il Foglio
- 2015 - Come ho conosciuto vostra madre, Intermezzi Edizioni

## Fumetti
- 2006 - Pandemonio, illustrazioni di Squaz, Fernandel
- 2007 - Il vangelo del coyote, illustrazioni di Giuseppe Camuncoli e Michele Petrucci, Guanda 2007, Mondadori Ink 2017
- 2008 - FactorY - Libro primo, soggetto e illustrazioni di Michele Petrucci (maxiserie a fumetti), Fernandel
- 2009 - FactorY - Libro secondo, soggetto e illustrazioni di Michele Petrucci (maxiserie a fumetti), Fernandel
- 2010 - FactorY - Libro terzo, soggetto e illustrazioni di Michele Petrucci (maxiserie a fumetti), Fernandel
- 2012 - Hellzarockin’, disegni di Michele Petrucci, Sergio Algozzino, Bianca Bagnarelli, Giulia Sagramola, Jacopo Vecchio, Tunuè
- 2022 - Despero, disegni di Giulio Ferrara, Green Moon Comics
- 2022 - Chi non muore, disegni di Gaspare Orrico, Giallo China
- 2024 - BO64, disegni di Simone Cortesi, 9970

## eBook
- 2011 - Il tascapane (ebook), Quintadicopertina
- 2011 - Troppe storie (per un uomo solo) (ebook), Quintadicopertina
- 2011 - Il posto più strano (ebook), Quintadicopertina
- 2011 - Il mondo trema ancora (ebook), Quintadicopertina
- 2012 - Marlene in the sky (ebook), Quintadicopertina
- 2013 - Cristalli sognanti Summer Tour (ebook), Quintadicopertina
- 2013 - Simon Mist (ebook), Quintadicopertina
- 2013 - Perché non ve ne andate in Siberia tutti quanti? (ebook), Quintadicopertina
- 2016 - Come ho incontrato vostra madre (ebook), Intermezzi
- 2014 - L’eliminatore, Guanda.bit
- 2014 - Il ghiaccio sottile, Guanda.bit
- 2014 - La danza dei ragni, Guanda.bit
- 2014 - Quel cielo così bianco, Guanda.bit
- 2014 - Altri uomini nell’alto castello, Guanda.bit
- 2014 - Il chiodo, Guanda.bit
- 2014 - Ted Bundy all’inferno, Guanda.bit

## Traduzioni delle opere all'estero
- 2006 - "Panik" (romanzo) Goldmann Verlag, Germania
- 2008 - "Blackout" (romanzo), Bitterlemon Press, Regno Unito
- 2008 - "Blackout" (romanzo), Bitterlemon Press, Stati Uniti
- 2010 - "Blackout" (romanzo), Alba Editorial, Spagna

## Opere e Antologie curate
- 2006 - Suicidi falliti per motivi ridicoli con Gianmichele Lisai (racconti), Coniglio Editore
- 2007 - Quote Rosa. Donne, politica e società nei racconti delle ragazze italiane  con Grazia Verasani (racconti), Fernandel
- 2008 - Dylan revisited, con Marco Rossari, editore Manni (racconti)
- 2008 - Le radici e le ali - La storia dei Gang, insieme a Lorenzo Arabia Fernandel
- 2008 - Byron a pezzi, (romanzo collettivo) Fernandel
- 2011 - 2012. Non solo Maya, Jar
- 2013 - X, Jar
- 2013 - Rosso, Freccia d’oro
- 2013 - Carte, Freccia d’oro
- 2013 - Sette, Freccia d’oro
- 2013 - Insonnia, Fernandel
- 2014 - Strade, Fernandel
- 2014 - Cadute, Fernandel
- 2014 - Bologna in giallo, Felici
- 2016 - L’ultimo bicchiere, con Luca Martini, Cicogna
- 2016 - Cani perduti, con Eliselle, Pendragon
- 2014 - Serial Kitchen, Cicogna
- 2015 - Mani, Fernandel
- 2015 - Lettere, Fernandel
- 2015 - Lontano, Fernandel
- 2015 - Denti, Fernandel
- 2016 - Weekend con il mostro, Fernandel
- 2016 - Non dirmi come va a finire, con Daniela Bortolotti ed Eugenia Fattori, Clown bianco
- 2016 - Confine, Fernandel
- 2016 - Muri, Fernandel
- 2016 - Svolte, Fernandel
- 2016 - Autogrill, Jar
- 2016 - Rooms, Jar
- 2017 - Racconti per piccole iene, con Fiammetta Scharf, Giraldi
- 2017 - Nel tempo e nello spazio, con Daniela Bortolotti e Alberto Petrelli, Pendragon
- 2017 - La montagna disincantata, Fernandel
- 2017 - Vinyl, con Luca Martini, Morellini
- 2017 - Maschere, Fernandel
- 2017 - Silenzi, Fernandel
- 2017 - Nebbia, Clown Bianco
- 2018 - Tempo, Clown bianco
- 2018 - Blu, Clown bianco
- 2018 - Gli anni dieci, Fernandel
- 2019 - Strani mondi, Fernandel
- 2019 - Buio, Clown bianco
- 2019 - Bugie, Clown bianco
- 2019 - Gli (in)cantautori, D Editore
- 2020 - Le belle e le bestie, Clown bianco
- 2020 - In & out, Clown bianco
- 2020 - Onda variante, con Barbara Panetta, Golem
- 2020 - Fucsia, Clown bianco
- 2021 - Non è come sembra, Clown Bianco
- 2022 - Tifosi rossoblù per sempre, con Fabio Mundadori, Edizioni della Sera

## Filmografia
- 2007 - Blackout, regia di Rigoberto Castañeda